# Schizocosa stridulans
Schizocosa stridulans este o specie de păianjeni din genul Schizocosa, familia Lycosidae, descrisă de Stratton, 1984. Conform Catalogue of Life specia Schizocosa stridulans nu are subspecii cunoscute.